# The Lazarus Experiment
"The Lazarus Experiment" (intitulado "O Experimento Lazarus" no Brasil) é o sexto episódio da terceira temporada da série de ficção científica britânica Doctor Who, transmitido originalmente através da BBC One em 5 de maio de 2007. Foi escrito por Stephen Greenhorn e dirigido por Richard Clark.
No episódio, o Professor Richard Lazarus (Mark Gatiss) demonstra um experimento em seu laboratório perto da Catedral de Southwark, onde ele se renova em um homem de aparência mais jovem. No entanto, os efeitos no seu DNA fazem com que ele se transforme em uma criatura gigante que suga a força vital de outras vítimas, fazendo com que o alienígena viajante do tempo conhecido como o Doutor (David Tennant) e sua acompanhante Martha Jones (Freema Agyeman) tentam pará-lo.
O produtor executivo Russell T Davies declarou que ele orientou o roteirista Stephen Greenhorn a basear este episódio em um enredo típico da Marvel Comics: "um bom e velho cientista louco, com um experimento que deu errado e um supervilão hediondo à solta". De acordo com os números da BARB, o episódio foi visto por 7,19 milhões de telespectadores e foi a décima segunda transmissão mais popular na televisão britânica naquela semana.

## Enredo

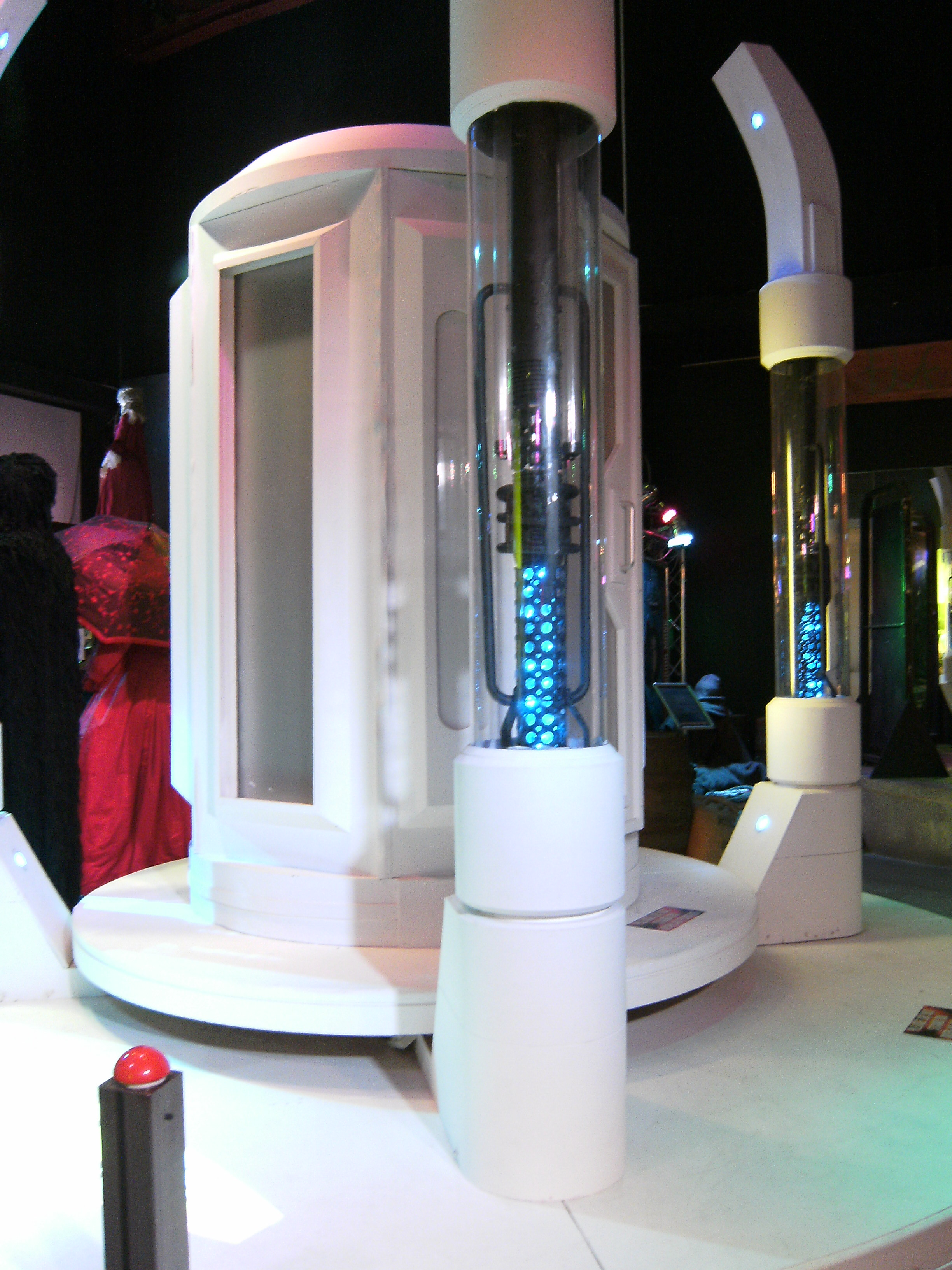
A máquina no laboratório de Lazarus em exibição na Doctor Who Experience

Na Londres atual, um homem de 76 anos chamado Professor Richard Lazarus anuncia na televisão que demonstrará um dispositivo que mudará o que significa ser humano. Intrigado por essa declaração, o Doutor se junta a Martha para ir à festa de lançamento nos Laboratórios Lazarus, onde eles se encontram com a irmã de Martha, Tish, que trabalha lá. Lazarus entra em uma cápsula e emerge como um homem muito mais jovem. Usando uma amostra do DNA dele, o Doutor e Martha descobrem que ele conseguiu instruir seus genes a rejuvenescer com ondas sonoras, mas também ativou algo em seu DNA, que está tentando transformá-lo em outra coisa.
Enquanto isso, Lazarus retorna ao seu escritório com sua parceira, a idosa Lady Thaw. Ela insiste em ser a próxima a usar a máquina para que possam ser jovens juntos, mas ele se recusa. Ela ameaça fazer com que o Sr. Saxon retire o financiamento, mas Lazarus se transforma e mata Thaw. O Doutor e Martha descobrem seu corpo e deduzem que Lazarus precisa drenar energia vital para manter seu DNA estável. Ele ataca o Doutor e Martha, em sua forma alternativa como um ser gigante esquelético semelhante a um escorpião, e eles se escondem em sua máquina. O Doutor explica que a transformação de Lazarus é o resultado de um retrocesso evolutivo trancado em genes adormecidos que a máquina desbloqueou acidentalmente. Lazarus ativa sua máquina, mas o Doutor a configura para refletir energia em vez de recebê-la e o monstro é lançado para longe. De volta a sua forma humana, o corpo de Lazarus é levado em uma ambulância.
A mãe de Martha, Francine, fica em dúvida sobre a ligação de Martha com o Doutor após ser informada por Harold Saxon que ele é perigoso. O Doutor escuta um barulho na ambulância e descobre que os motoristas foram mortos. Ele, Martha e Tish perseguem Lazarus até a Catedral de Southwark, onde Lazarus buscou abrigo durante a Blitz. Martha e Tish o atraem para o topo da torre do sino e o Doutor manipula o órgão de tubos da igreja com a ajuda de sua chave de fenda sônica para produzir o volume máximo que faz com que as vibrações interfiram no DNA manipulado de Lazarus e ele cai para a morte.
O Doutor convida Martha para ir junto com ele em mais uma viagem. Ela recusa, dizendo que não quer viajar com ele apenas como passageira. O Doutor concorda que ela é mais do que isso para ele, e eles partem juntos na TARDIS.